# Liste de banques en Suisse
- Haut – A
- B
- C
- D
- E
- F
- G
- H
- I
- J
- K
- L
- M
- N
- O
- P
- Q
- R
- S
- T
- U
- V
- W
- X
- Y
- Z

La liste ci-dessous énumère par ordre alphabétique les banques et maisons de titres Suisses (sous domination étrangère ou non) reconnues et autorisées par la FINMA, ainsi qu'inscrites au registre du commerce en Suisse,. Il existe en Suisse 5 banques systèmiques selon la FINMA, : PostFinance, le groupe UBS, le groupe Credit Suisse, la banque cantonale de Zurich (Zürcher Kantonalbank) ainsi que le groupe de banques coopératives Raiffeisen (à ne pas confondre avec le groupe de banques coopératives autrichienne : Raiffeisen Bank). Nous pouvons ajouter également à cette liste la BNS (SNB) qui est la banque nationale du pays. Il existe également des banques et maisons de titres étrangères avec une représentation autorisée par la FINMA qui ne sont pas dans cette liste.

## A
- Aargauische Kantonalbank
- ABANCA CORPORACION BANCARIA S.A., Betanzos, succursale de Genève
- acrevis Bank AG
- AEK BANK 1826 Genossenschaft
- AFS Equity & Derivatives B.V., Amsterdam, Zweigniederlassung Regensdorf
- Alpha RHEINTAL Bank AG
- Alternative Bank ABS
- AP ANLAGE & PRIVATBANK AG
- Appenzeller Kantonalbank
- Aquila AG
- Arab Bank (Switzerland) Ltd.
- AXION SWISS BANK SA

## B
- Baader Helvea AG
- Banca Aletti & C. (Suisse) SA
- BANCA CREDINVEST SA
- BANCA DEL CERESIO SA
- BANCA DEL SEMPIONE SA
- Banca dello Stato del Cantone Ticino
- Banca Popolare di Sondrio (Suisse) SA
- BANCA ZARATTINI & CO. SA
- Banco Itaú (Suisse) SA
- Banco Santander International SA
- Bank am Bellevue AG
- Bank Avera Genossenschaft
- Bank BSU Genossenschaft
- Bank CIC (Schweiz) AG
- Bank Cler AG
- Bank EEK AG
- Bank EKI Genossenschaft
- Bank für Tirol und Vorarlberg Aktiengesellschaft, Innsbruck, Zweigniederlassung Staad
- Bank Gantrisch Genossenschaft
- Bank in Zuzwil AG
- Bank J. Safra Sarasin AG
- Bank Julius Bär & Co. AG
- Bank Leerau Genossenschaft
- Bank Linth LLB AG
- Bank Oberaargau AG
- Bank of America Merrill Lynch International Designated Activity  Company, Dublin, Zurich Branch
- Bank SLM AG
- Bank Sparhafen Zürich AG
- Bank Thalwil Genossenschaft
- Bank von Roll AG
- Bank Vontobel AG
- BANK ZIMMERBERG AG
- bank zweiplus ag
- Bankhaus Jungholz AG
- BankMed (Suisse) SA
- Bank-now AG
- Banque Algérienne du Commerce Extérieur SA
- Banque Audi (SUISSE) SA
- Banque Baloise SA
- Banque Bonhôte & Cie SA
- Banque Cantonale de Fribourg
- Banque Cantonale de Genève
- Banque Cantonale du Jura SA
- Banque Cantonale du Valais
- Banque cantonale neuchâteloise
- Banque Cantonale Vaudoise
- Banque Cramer & Cie SA
- Banque de Commerce et de Placements SA
- Banque Degroof Petercam (Suisse) SA
- Banque du Léman SA
- Banque Eric Sturdza SA
- Banque Havilland (Suisse) S.A.
- BANQUE HERITAGE SA
- Banque Internationale à Luxembourg (Suisse) SA
- Banque Internationale de Commerce - BRED (Suisse) SA
- Banque Lombard Odier & Cie SA
- Banque Pâris Bertrand SA
- Banque Pictet & Cie SA
- BANQUE PRIVEE BCP (SUISSE) SA
- BANQUE PROFIL DE GESTION SA
- Banque SYZ SA
- Banque Thaler SA
- Bantleon Bank AG
- Barclays Bank (Suisse) SA
- Barclays Capital, Zurich Branch of Barclays Bank PLC, London
- Basellandschaftliche Kantonalbank
- Basler Kantonalbank
- Baumann & Cie KmG (banquier Privé)[6]
- BBO Bank Brienz Oberhasli AG
- BBVA SA
- BERGOS BERENBERG AG
- Berner Kantonalbank AG
- Bernerland Bank AG
- Bezirks-Sparkasse Dielsdorf Genossenschaft
- BGC BROKERS L.P., à Londres (Royaume-Uni), succursale de Nyon
- Biene Bank im Rheintal Genossenschaft
- BLOM BANK (Switzerland) SA
- BNP Paribas (Suisse) SA
- BNP PARIBAS SECURITIES SERVICES, Paris, succursale de Zurich
- Bondpartners S.A.
- Bordier & Cie (banquier Privé)[6]
- bridport & cie sa
- BS Bank Schaffhausen AG
- BSI SA (en voie de cessation d'activité)[7]
- Burgergemeinde Bern, DC Bank Deposito-Cassa der Stadt Bern
- Burgerliche Ersparniskasse Bern, Genossenschaft
- BZ Bank Aktiengesellschaft

## C
- CA Indosuez (Switzerland) SA
- CACEIS Bank, Paris, succursale de Nyon / Suisse
- Caisse d'Epargne Courtelary SA
- Caisse d'Epargne d'Aubonne société coopérative
- Caisse d'Epargne de Cossonay société coopérative
- Caisse d'Epargne de Nyon société coopérative
- Caisse d'Epargne et de Crédit Mutuel de Chermignon société coopérative
- Caisse d'Epargne Riviera, société coopérative
- CBH Compagnie Bancaire Helvétique SA
- Cembra Money Bank AG
- Centrum Beratungs- und Beteiligungen AG (en voie de cessation d'activité)[7]
- China Construction Bank Corporation, Beijing, Swiss Branch Zurich
- CIM BANQUE SA
- Cité Gestion SA
- Citibank (Switzerland) AG
- Citibank, N.A., Sioux Falls, succursale de Genève
- Citibank, N.A., Sioux Falls, Zurich Branch
- CITIGROUP GLOBAL MARKETS LIMITED, London, Zweigniederlassung Zürich
- Clientis AG
- Clientis Bank Aareland AG
- Clientis Bank im Thal AG
- Clientis Bank Oberuzwil AG
- Clientis Bank Thur Genossenschaft
- Clientis Bank Toggenburg AG
- Clientis EB Entlebucher Bank AG
- Clientis Sparkasse Oftringen Genossenschaft COMMERZBANK Aktiengesellschaft, Frankfurt am Main, Zweigniederlassung Zürich
- Compass Asset Management SA
- Cornèr Banca SA
- Coutts & Co AG (en voie de cessation d'activité)[7]
- Crédit Agricole next bank (Suisse) SA
- Credit Europe Bank (Suisse) SA
- CREDIT MUTUEL DE LA VALLEE SA
- Credit Suisse (Schweiz) AG
- Credit Suisse AG

## D
- Daiwa Capital Markets Europe Limited, Londres, succursale de Genève
- Delen (Suisse) SA
- Deutsche Bank (Suisse) SA
- Deutsche Bank Aktiengesellschaft, Frankfurt a.M., Zweigniederlassung Zürich
- Dreyfus Söhne & Cie. Aktiengesellschaft, Banquiers
- Dukascopy Bank SA
- DZ PRIVATBANK (Schweiz) AG

## E
- E. Gutzwiller & Cie. Banquiers (banquier Privé)[6]
- Edmond de Rothschild (Suisse) S.A.
- EFG Bank AG
- EFG Bank European Financial Group SA
- Entris Banking AG
- Equatex AG
- Ersparniskasse Affoltern i.E. AG
- Ersparniskasse Rüeggisberg Genossenschaft
- Ersparniskasse Schaffhausen AG
- Ersparniskasse Speicher
- EXANE DERIVATIVES, Paris, succursale de Genève
- EXANE SA, Paris, succursale de Genève

## F
- F. van Lanschot Bankiers (Schweiz) AG
- FAB Private Bank (Suisse) SA
- Falcon Private Bank AG
- Flowbank SA
- Fidurhône SA
- Fisch Asset Management AG
- Frankfurter Bankgesellschaft (Schweiz) AG
- Freie Gemeinschaftsbank Genossenschaft

## G
- Gazprombank (Schweiz) AG
- GFI Securities Limited, Londres, Succursale de Nyon
- GHP Arbitrium AG (en voie de cessation d'activité)[7]
- Glarner Kantonalbank
- Globalance Bank AG
- Goldman Sachs Bank AG
- Goldman Sachs International, London, Zweigniederlassung Zürich
- Gonet & Cie SA
- Grammont Finance SA
- Graubündner Kantonalbank
- GRB Glarner Regionalbank Genossenschaft

## H
- Habib Bank AG Zürich
- Hapoalim (Schweiz) AG (en voie de cessation d'activité)[7]
- Hardcastle Trading AG
- HBL BANK UK LIMITED, London, Zweigniederlassung Zürich
- Helvetische Bank AG
- HINDUJA BANQUE (SUISSE) SA
- Hottinger AG
- HSBC Bank plc, London, Zweigniederlassung Zürich
- HSBC Private Bank (Suisse) SA
- Hypo Vorarlberg Bank AG, Bregenz, Zweigniederlassung St. Gallen
- Hyposwiss Private Bank Genève SA
- Hypothekarbank Lenzburg AG

## I
- IBKR Financial Services AG
- IG Bank S.A.
- IMAC Bond SA
- InCore Bank AG
- Industrial and Commercial Bank of China Limited, Peking, Zweigniederlassung Zürich
- ING Belgique, Bruxelles, succursale de Lancy/Genève
- Instinet Europe Limited, London, Zweigniederlassung Zürich (en voie de cessation d'activité)[7]
- Intesa Sanpaolo Private Bank (Suisse) Morval SA
- Investec Bank (Switzerland) AG
- ISP Securities AG

## J
- J.P. Morgan (Suisse) SA
- J.P. Morgan Securities plc, London, Zweigniederlassung Zürich
- Jefferies International Limited, London, Zweigniederlassung Zürich
- JL Securities SA
- JPMorgan Chase Bank, National Association, Columbus, Zurich Branch

## K
- Kendra Securities House SA
- Kepler Cheuvreux (Suisse) SA

## L
- LANDOLT & CIE SA
- Leihkasse Stammheim AG
- Leonteq Securities AG
- LF FINANCE (SUISSE) SA
- LGT Bank (Schweiz) AG
- Lienhardt & Partner Privatbank Zürich AG
- Lloyds Bank plc, Londres, succursale de Genève (en voie de cessation d'activité)[7]
- Luzerner Kantonalbank AG

## M
- Maerki Baumann & Co. AG
- MBaer Merchant Bank AG
- Mercantil Bank (Schweiz) AG
- MG Finance SA
- Migros Bank AG
- M.M. Warburg Bank (Schweiz) AG (en voie de cessation d'activité)[7]
- Mirabaud & Cie SA
- Mizuho (Schweiz) AG (en voie de cessation d'activité)[7]
- Morgan Stanley & Co. International plc, London, Zurich Branch

## N
- NBK Private Bank (Switzerland) Ltd
- Neue Aargauer Bank AG
- Nidwaldner Kantonalbank
- Nomura Bank (Schweiz) AG
- NPB Neue Privat Bank AG

## O
- Obwaldner Kantonalbank
- ODDO BHF (Schweiz) AG
- One Swiss Bank SA

## P
- PATRIMONY 1873 SA
- Piguet Galland & Cie SA
- PKB PRIVATE BANK SA
- PostFinance AG
- Privatbank Bellerive AG
- Privatbank IHAG Zürich AG
- Privatbank Von Graffenried AG
- Private Client Bank AG
- Private Client Partners AG

## Q
- QNB (Suisse) SA
- Quantus AG
- Quilvest (Switzerland) Ltd.

## R
- Rahn+Bodmer Co. (banquier Privé)[6]
- Raiffeisen Schweiz Genossenschaft (plus de 200 banques Raiffeisen qui sont toutes des coopératives autonomes)[8],[9]
- RBC Investor Services Bank S.A., Esch-sur-Alzette, Zweigniederlassung Zürich
- Regiobank Männedorf AG
- Regiobank Solothurn AG
- Reichmuth & Co. (banquier Privé)[6]
- Remaco Asset Management AG
- Reuss Private AG
- REYL & Cie SA
- Rothschild & Co Bank AG

## S
- Sauren Finanzdienstleistungen GmbH & Co. KG, Köln, Zweigniederlassung Zug (en voie de cessation d'activité)[7]
- SAXO BANK (SCHWEIZ) AG
- SB Saanen Bank AG
- Sberbank (Switzerland) AG
- Schaffhauser Kantonalbank
- Schroder & Co Bank AG
- Schwyzer Kantonalbank
- Scobag Privatbank AG
- SEBA Bank AG
- SELVI & Cie SA
- Società Bancaria Ticinese SA
- SOCIETE GENERALE Private Banking (Suisse) SA
- Société Générale, Paris, Zweigniederlassung Zürich
- SPAR + LEIHKASSE GÜRBETAL AG
- Spar- und Leihkasse Bucheggberg AG
- Spar- und Leihkasse Frutigen AG
- Spar- und Leihkasse Thayngen AG
- Spar- und Leihkasse Wynigen AG
- Spar+Leihkasse Riggisberg AG
- Sparcassa 1816 Genossenschaft
- Sparkasse Schwyz AG
- Sparkasse Sense
- St. Galler Kantonalbank AG
- State Street Bank International GmbH, München, Zweigniederlassung Zürich
- STRATEO, Genève, Succursale d'Arkéa Direct Bank SA, Puteaux (Paris)
- Swiss Bankers Prepaid Services AG
- Swiss Capital Alternative Investments AG
- Swissquote Bank SA
- Sydbank (Schweiz) AG (en voie de cessation d'activité)[7]
- Sygnum Bank AG

## T
- Tellco AG
- Tensor Technologies AG
- Thurgauer Kantonalbank
- Trafina Privatbank AG
- TULLETT PREBON (SECURITIES) LIMITED, Londres, succursale de Meyrin / Genève

## U
- UBL (Switzerland) AG
- UBS AG
- UBS Europe SE, Frankfurt am Main, Zweigniederlassung Schweiz, Opfikon
- UBS Swiss Financial Advisers AG
- UBS Switzerland AG
- UG Europe AG
- UniCredit Bank AG, München, Zweigniederlassung Zürich
- Union bancaire privée, UBP SA
- Union Securities Switzerland SA
- UNITED MIZRAHI BANK (Switzerland) Ltd.
- Urner Kantonalbank

## V
- Valcourt SA
- Valiant Bank AG
- VP Bank (Schweiz) AG
- VZ Depotbank AG

## W
- WIR Bank Genossenschaft

## Z
- Zähringer Privatbank AG
- Zuger Kantonalbank
- Zürcher Kantonalbank
- Zürcher Landbank AG